# Psila atrata
Psila atrata is een vliegensoort uit de familie van de wortelvliegen (Psilidae). De wetenschappelijke naam van de soort werd voor het eerst geldig gepubliceerd in 1920 door Axel Leonard Melander.